# 見取図
見取図（みとりず）とは、立体の全体像がわかるように、見た様子そのままを平面上にスケッチして描いた図のことである。

## 例

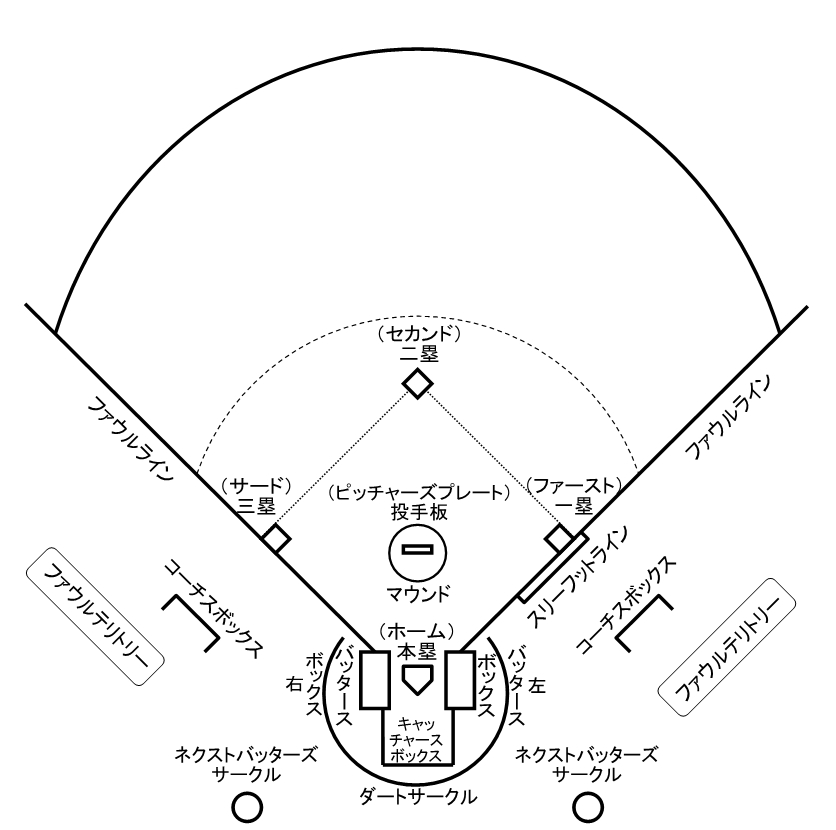
野球グラウンドの見取図の例
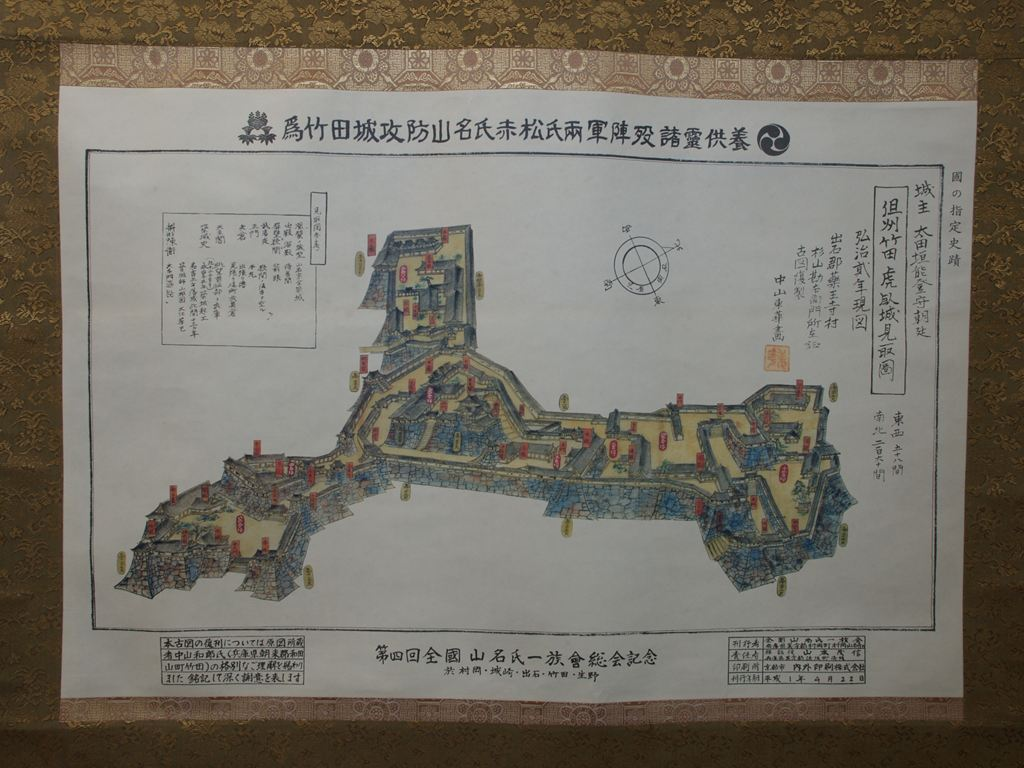
虎臥城見取図
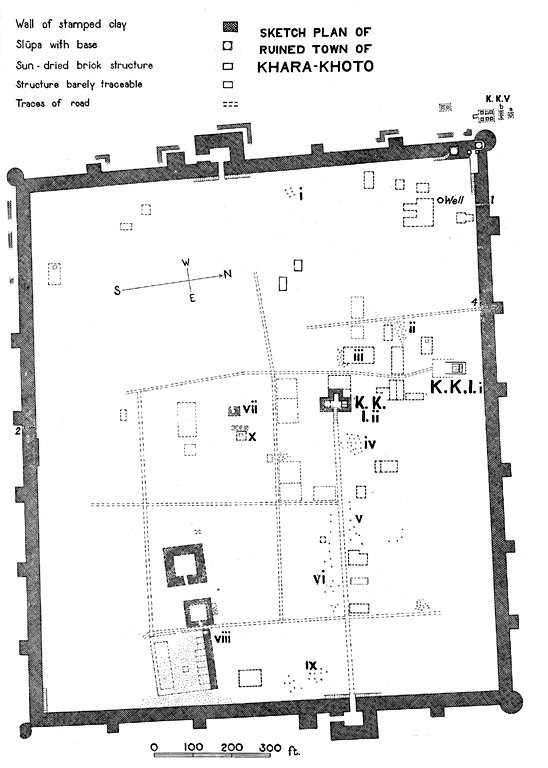
カラ・ホトの見取図
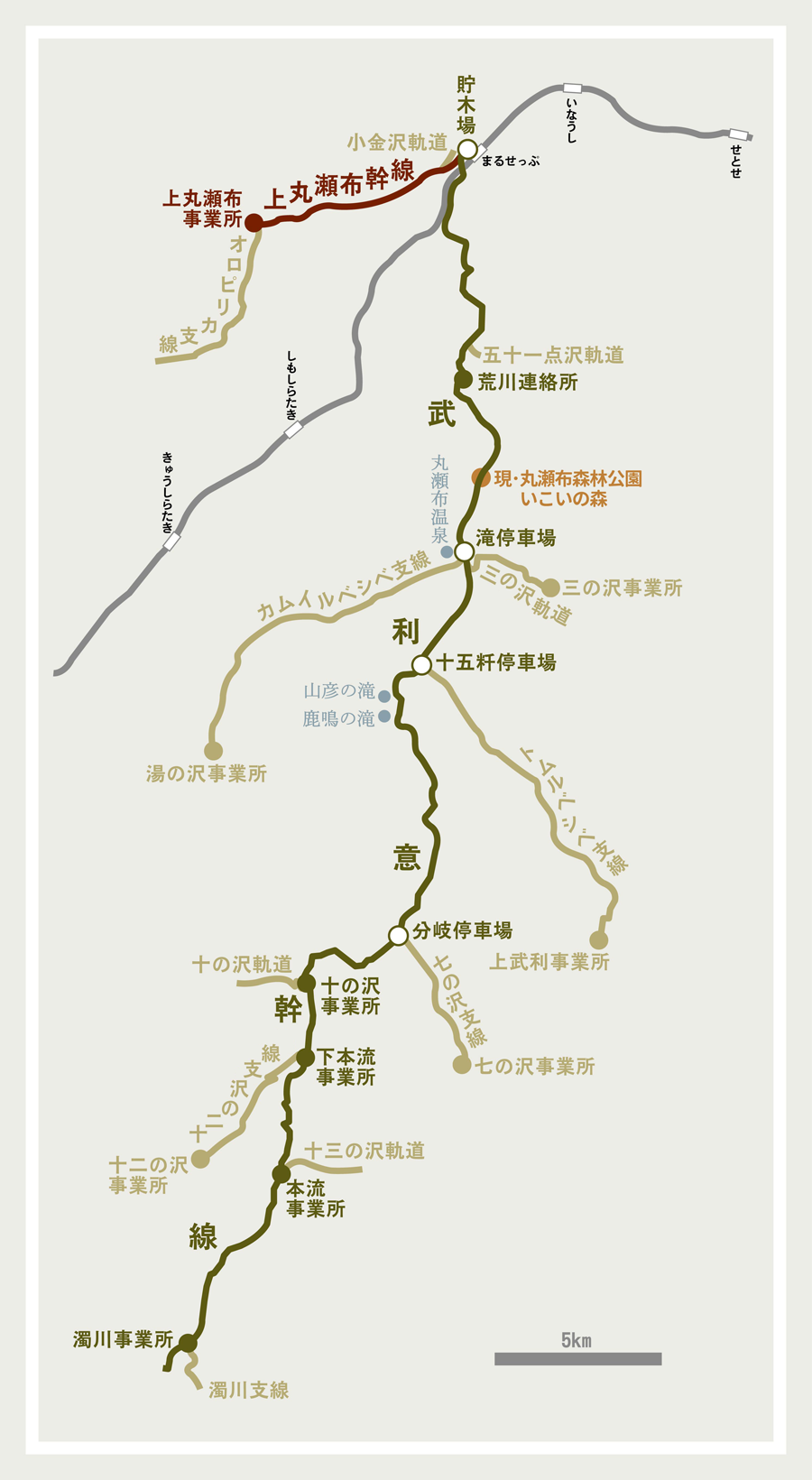
武利意・上丸瀬布森林鉄道見取図
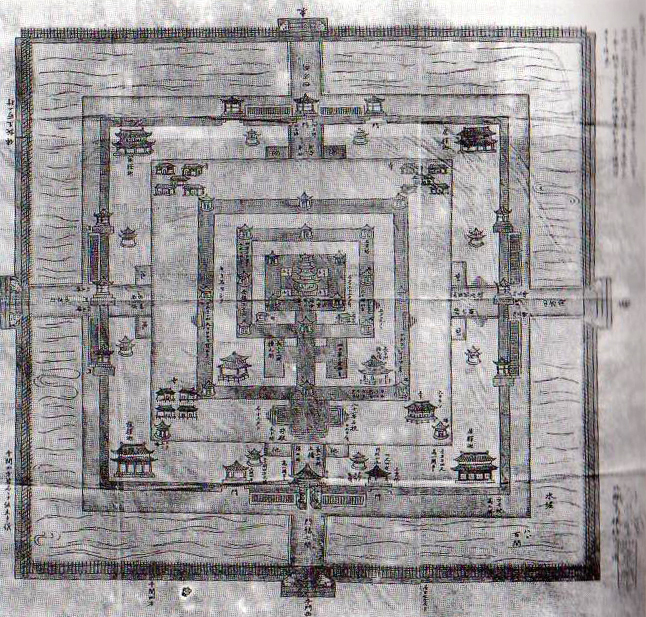
『祇園精舎図』として描かれたアンコール・ワットの見取図(1623-1633年)
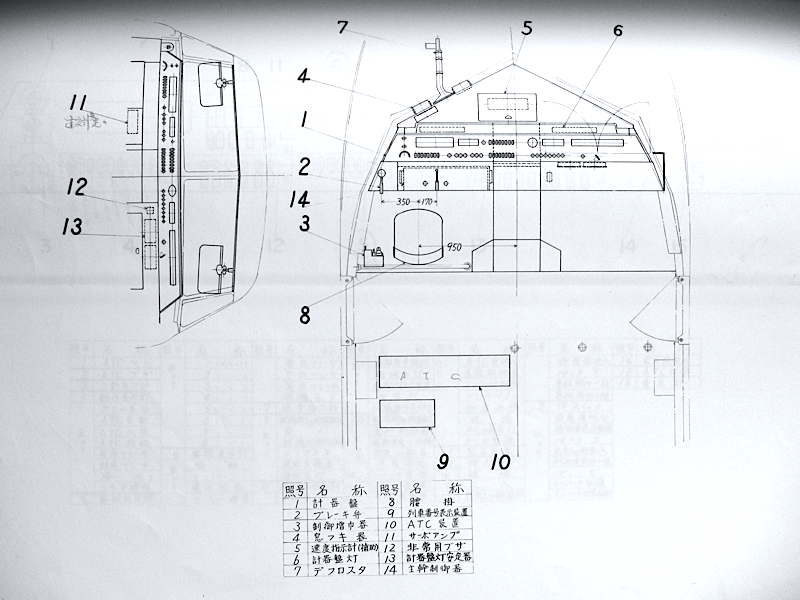
新幹線1000形電車 1006 運転席見取図
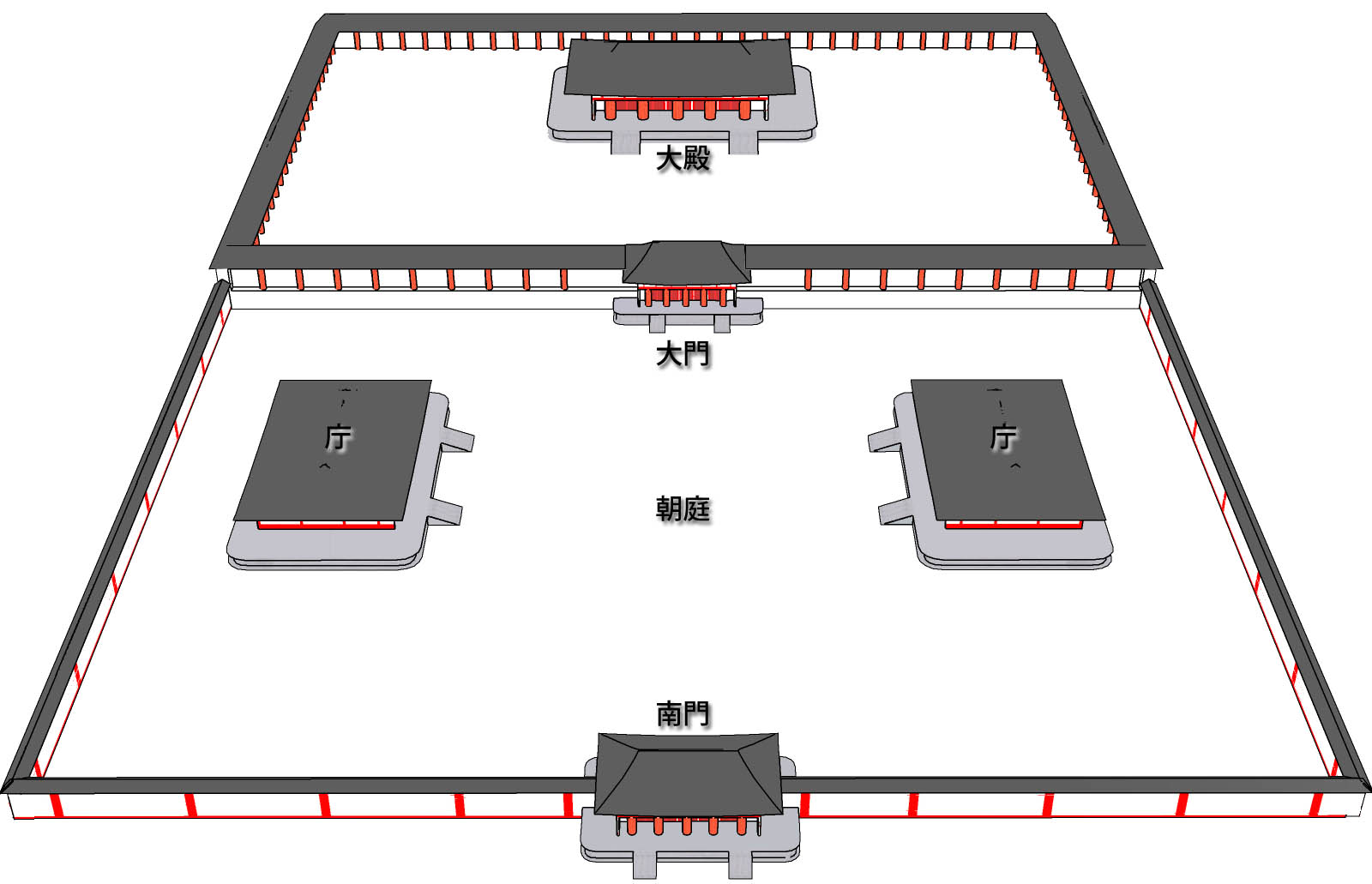
小墾田宮推定見取図
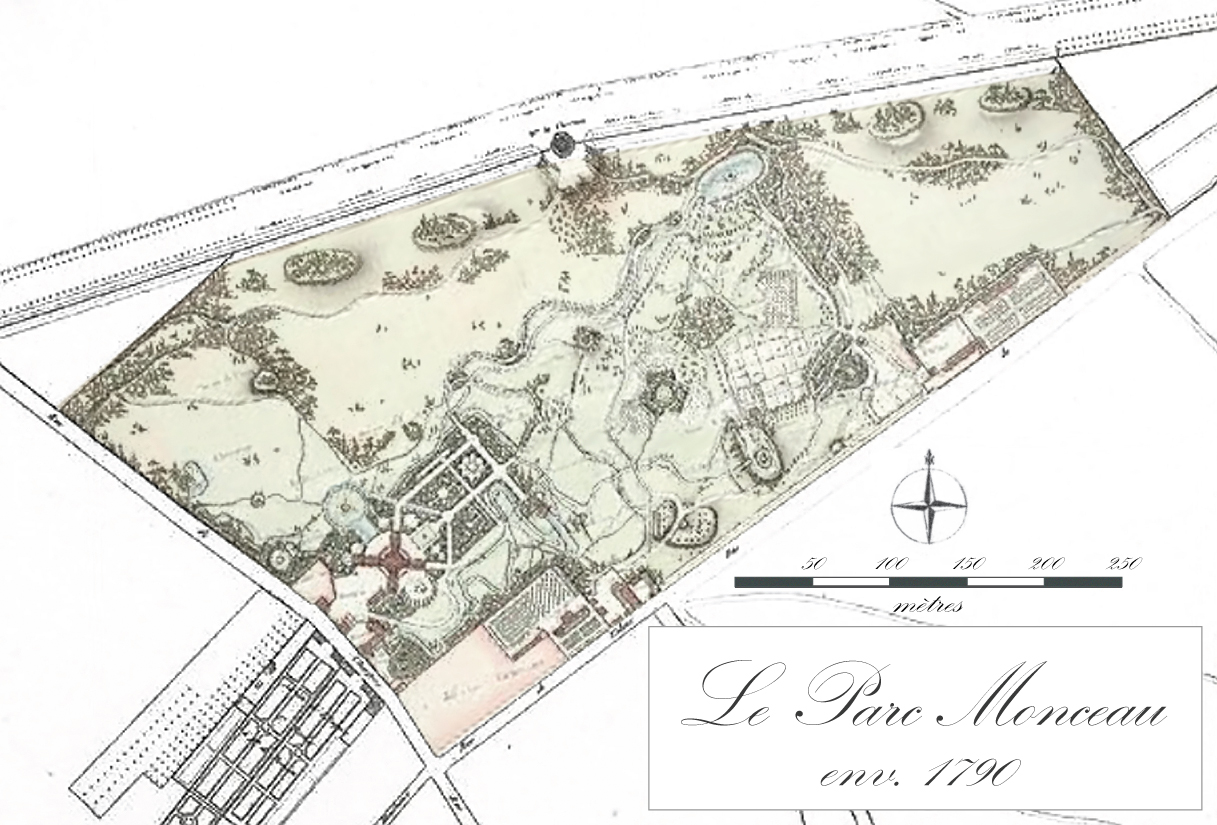
1790年頃の公園の見取図
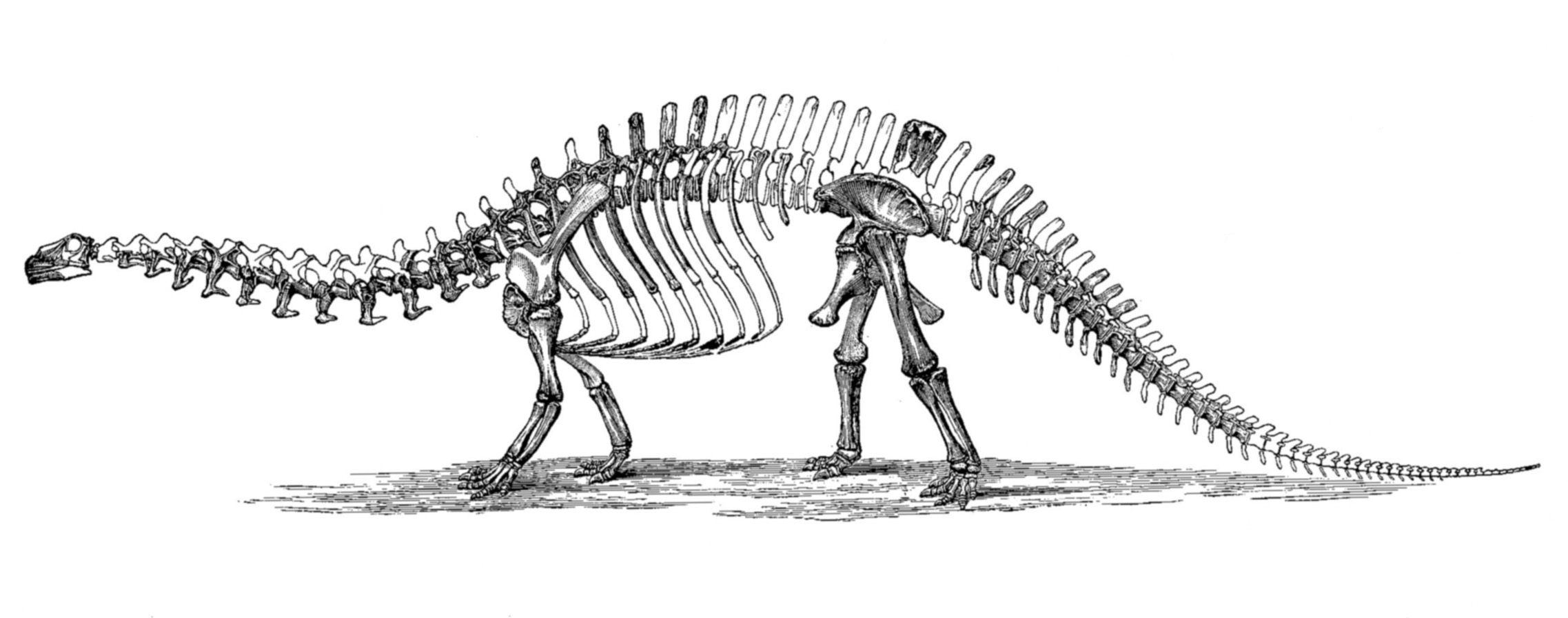
古生物学者オスニエル・チャールズ・マーシュの手になる、Brontosaurus excelsus （現Apatosaurus excelsus）の骨格見取図（1896年）
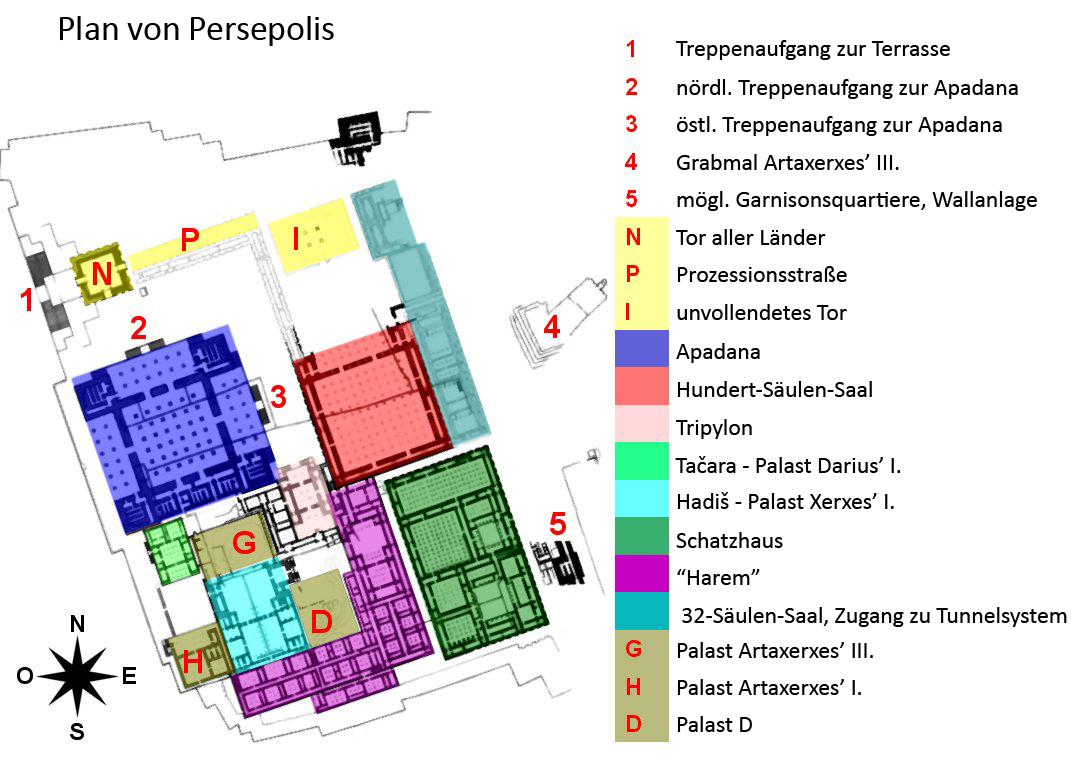
ペルセポリスの見取図。ピンク色の部分がアルタクセルクセス1世による造営部分
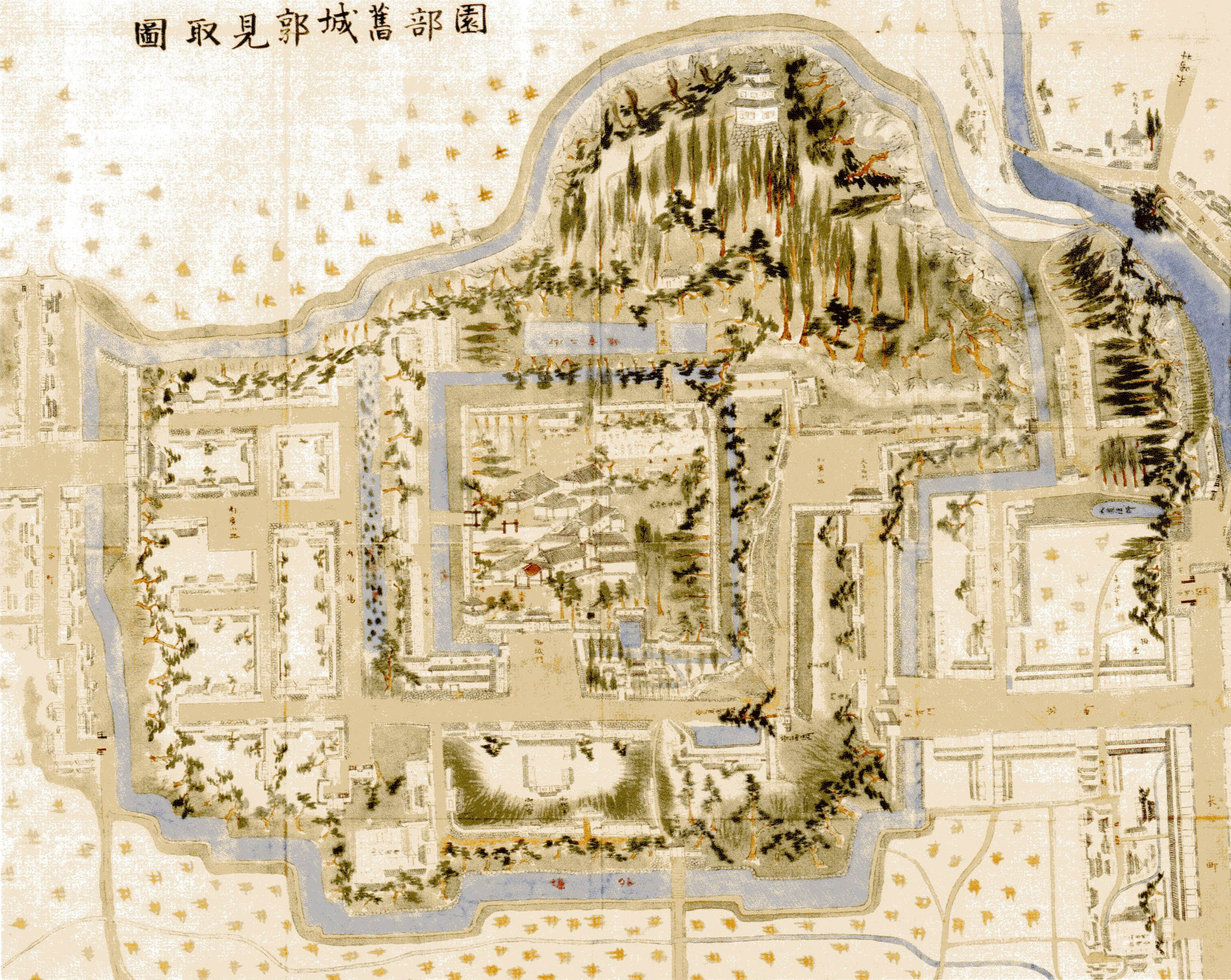
園部旧城見取図（部分）/京都府立総合資料館蔵
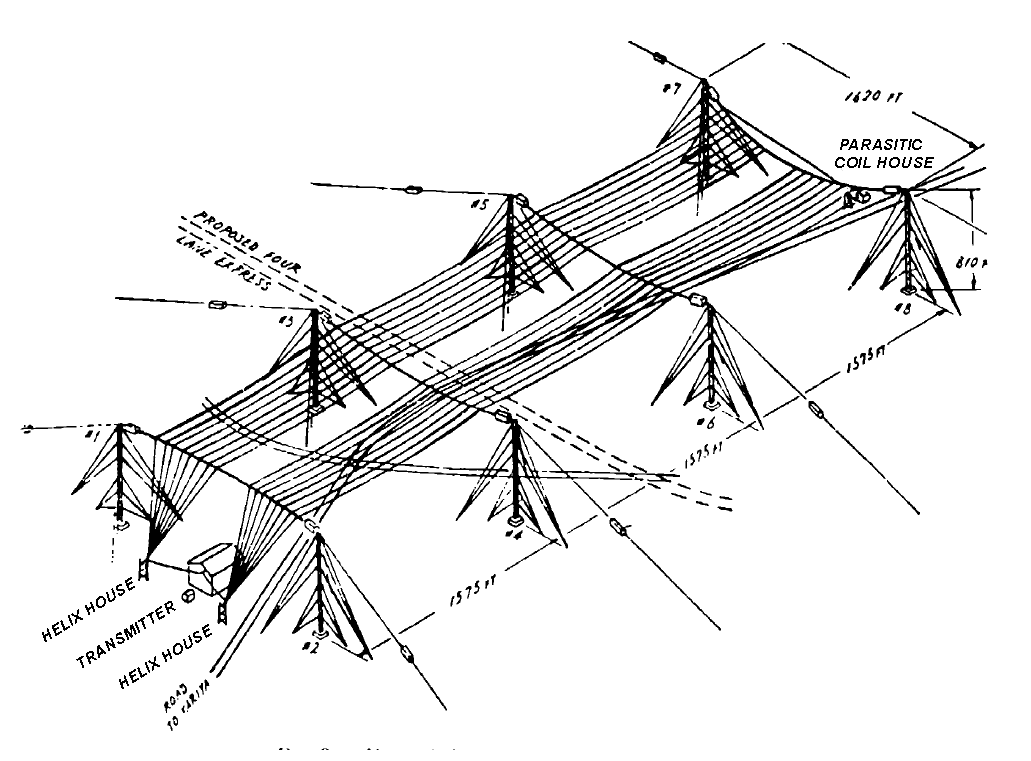
フラットトップアンテナの見取図
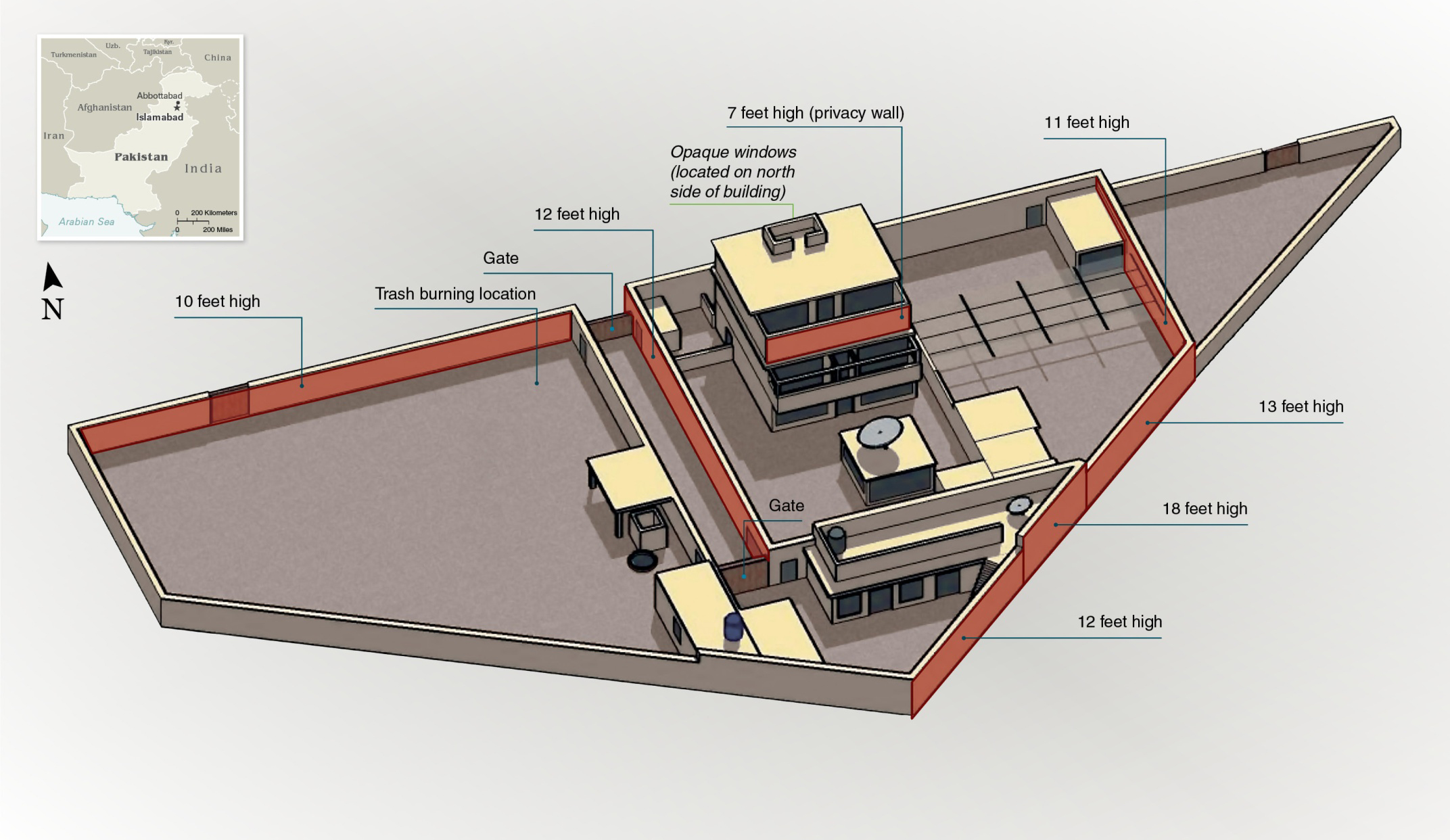
ウサーマ・ビン・ラーディン邸宅敷地内の見取図（2011年CIA撮影）